# Setembrino Pereda
Setembrino Ezequiel Pereda (Paysandú, 10 de abril de 1859 - 12 de abril de 1940) fue un historiador, escritor, periodista y político uruguayo que perteneció al partido Colorado. 

## Biografía
Sus padres fueron Mariano Pereda y Gabriela Escudero. 
Fue miembro fundador del Instituto Histórico y Geográfico del Uruguay en su segunda época; iniciador, fundador y presidente honorario de la junta de historia nacional, miembro correspondiente de la academia americana de la historia (Buenos Aires), de la Junta de historia y Numismática Americana (Buenos Aires) de la sociedad geográfica de la Paz (Bolivia), del Instituto Histórico y Geográfico de Río Grande del Sur, de la Academia Nacional de Historia y Geografía de México, de la Academia Nacional de Historia (Buenos Aires), de la Academia de Letras de Río Grande del Sur y del Instituto Sanmartiniano del Perú.

## Actividad política
Afiliado en su adolescencia al Partido Constitucional. Militó en el club colorado independiente de Paysandú por lo que fue elegido diputado por el Partido Colorado (Uruguay) representando a Paysandú en las legislaturas 1899-1902 siendo reelecto para el período 1902-1905. 
Notorio miembro de la masonería, abandonó la política activa para dedicarse a la investigación histórica y a la literatura.

## Actividad periodística
Desde su adolescencia publicó en diarios y revistas de la capital sanducera como "El Imparcial", "El Pueblo", "La Democracia" y "La Floresta Uruguaya". En Montevideo, fue redactor en el diario El Liberal junto a José Sienra Carranza.

## Obras

### Narrativa
- Lucila (1883)
- Una historia como hay muchas (1890)
- Laura y Clotilde (1891)
- Misceláneas (1891)
- La Literatura Nacional y el doctor Sienra Carranza (1892)

### Obra histórica
- Colon y América (1893),
- Garibaldi, boceto histórico (1895),
- Paysandú y sus progresos (1896),
- Río Negro y sus progresos (1898),
- El Gral. Fructuoso Rivera y la independencia nacional (1903)
- Los extranjeros en la Guerra Grande (1904),
- Una cuestión histórica la isla de Martín García (1907),
- Garibaldi en el Uruguay (Tres tomos, 1914 - 1916),
- Los partidos históricos Uruguayos (1918),
- El Belén uruguayo histórico (1923),
- El Gral Rivera: su primera presidencia (1925)
- Paysandú Patriótico tomo 1 y 2 (1926) ,
- Artigas, Tomos 1 al 5 (1930),
- La leyenda del arroyo Monzón, Lavalleja y Rivera (1935),
- Paysandú en el siglo XVIII,(1938).